# Федерално сдружение на художниците
Федералното сдружение на художниците (нем. Bundesverband Bildender Künstler) е организация на гилдийна основа в Германия, в която могат да членуват само художници.
Основано през 1971 г., Федералното художническо сдружение обединява сдруженията в отделните провинции.
Общи събрания на членовете има на всеки 4 години. Към 2008 г. сдружението наброява 9800 члена (по информация от сайта на сдружението).
Задачи, заложени в устава на сдружението: „общо професионално сдружение на изобразителните художнички и художници, техен представител на регионално, федерално и международно ниво.“